# Jozef Bubák
Jozef Bubák (23. dubna 1950 Komárno – 11. února 2013 Bratislava) byl slovenský výtvarník, autor podoby tamních bankovek.

## Život
Od svých třinácti let navštěvoval ve svém rodném městě lidovou školu umění. V roce 1969 byl přijat na bratislavskou Vysokou školu výtvarných umění, kde pod vedení Dezidera Millyho studoval všeobecné malířství, u Petra Matějky volnou tvorbu a výrobu gobelínů a s monumentální malbou se seznamoval pod vedením Františka Gajdoše. Za své studijní výsledky obdržel roku 1975 Cenu Martina Benky.
Po univerzitních studiích začal přednášet na Fakultě architektury Slovenské technické univerzity. Během roku 1978 se však rozhodl stát umělcem ve svobodném povolání. V témže roce uspořádal na Malé scéně bratislavského Slovenského národního divadla svoji první malou výstavu. Nazval ji „Portréty“. V polovině osmdesátých let 20. století navázal spolupráci s baletním souborem Slovenského národního divadla, pro které připravil syntetické divadlo. Posléze začal pracovat i pro Janáčkovo divadlo v Brně a v roce 1991 patřil mezi zakladatele uskupení New Ballet Brno.
Vytvořil vizuální podobu slovenských bankovek, které země používala od roku 1993. Používaly se do konce roku 2008, kdy je nahradilo euro.
Poslední výstavu uspořádal v roce 2005 v Pálffyho paláci v Bratislavě a nazval ji „Kresby“. O čtyři roky později (2009) vydalo nakladatelství Intervention reprezentační publikaci nazvanou Jozef Bubák. V soutěži o nejkrásnější slovenskou knihu získala dvě ocenění.

## Galerie

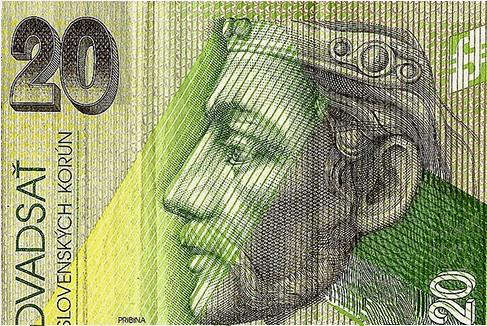
Kníže Pribina na slovenské dvacetikorunové bankovce, kterou vizuálně Bubák navrhl